# Eucaliptus (Bolivia)
Eucaliptus è un comune (municipio in spagnolo) della Bolivia nella provincia di Tomás Barrón (dipartimento di Oruro) con 5.876 abitanti (dato 2010).

## Cantoni
Il comune è formato dall'unico cantone omonimo suddiviso in 6 subcantoni.